# Tribbs
Tribbs, właśc. Mikołaj Maciej Trybulec (ur. 25 stycznia 1996 w Warszawie) – polski producent muzyczny, kompozytor, autor tekstów, aranżer muzyczny, basista, wykonawca i DJ.
Współpracował z wykonawcami, takimi jak m.in. Alan Walker, Meghan Trainor, Alok, Timmy Trumpet, Ella Henderson, Sam Feldt, czy Rudimental. Najlepszy polski DJ 2022 i 2023 według Polish DJs Chart.

## Życiorys

### Początki kariery
Karierę rozpoczął jako basista i muzyk sesyjny. W wieku 14 lat zagrał swój pierwszy profesjonalny koncert jako basista w klubie Saturator w Warszawie. Równolegle do muzyki, zajmował się sportem – trenował siatkówkę i mieszane sztuki walki. Jako muzyk sesyjny, grający na gitarze basowej, występował i nagrywał m.in. z Sound’n’Grace, Lanberry czy Natalią Szroeder. Uczęszczał na lekcje gry na skrzypcach, gitarze i gitarze basowej. Podczas wyboru kierunku studiów postanowił zająć się produkcją muzyczną. Studiował kompozycję i aranżację w Katowicach oraz kreację dźwięku w Warszawskiej Szkole Filmowej, studia jednak przerwał. Brał udział w kursach z syntezy dźwięku i produkcji muzycznej oraz poznawał zasady działania oprogramowania producenckiego.
W 2017 wraz z Moniką Wydrzyńską założył zespół Linia Nocna, z którym tworzy muzykę będącą eklektyczną mieszanką muzyki tanecznej, popu, ballad, elektropopu i dream popu. Za ich debiutancki album pt. Znikam na chwilę (2018), który również wyprodukował, otrzymał nominację do Fryderyka w kategorii album roku – elektronika. Kolejną płytę z Linią Nocną, pt. Szepty i dropy wydał w 2020.
Równocześnie do pracy nad projektami alternatywnymi brał udział w wielu projektach muzycznych jako gitarzysta basowy (np. album Początek grupy Sound’n’Grace czy płyta Kawalerka projektu Bitamina). Od tego czasu zajął się również tworzeniem utworów dla innych artystów.

### Od 2021

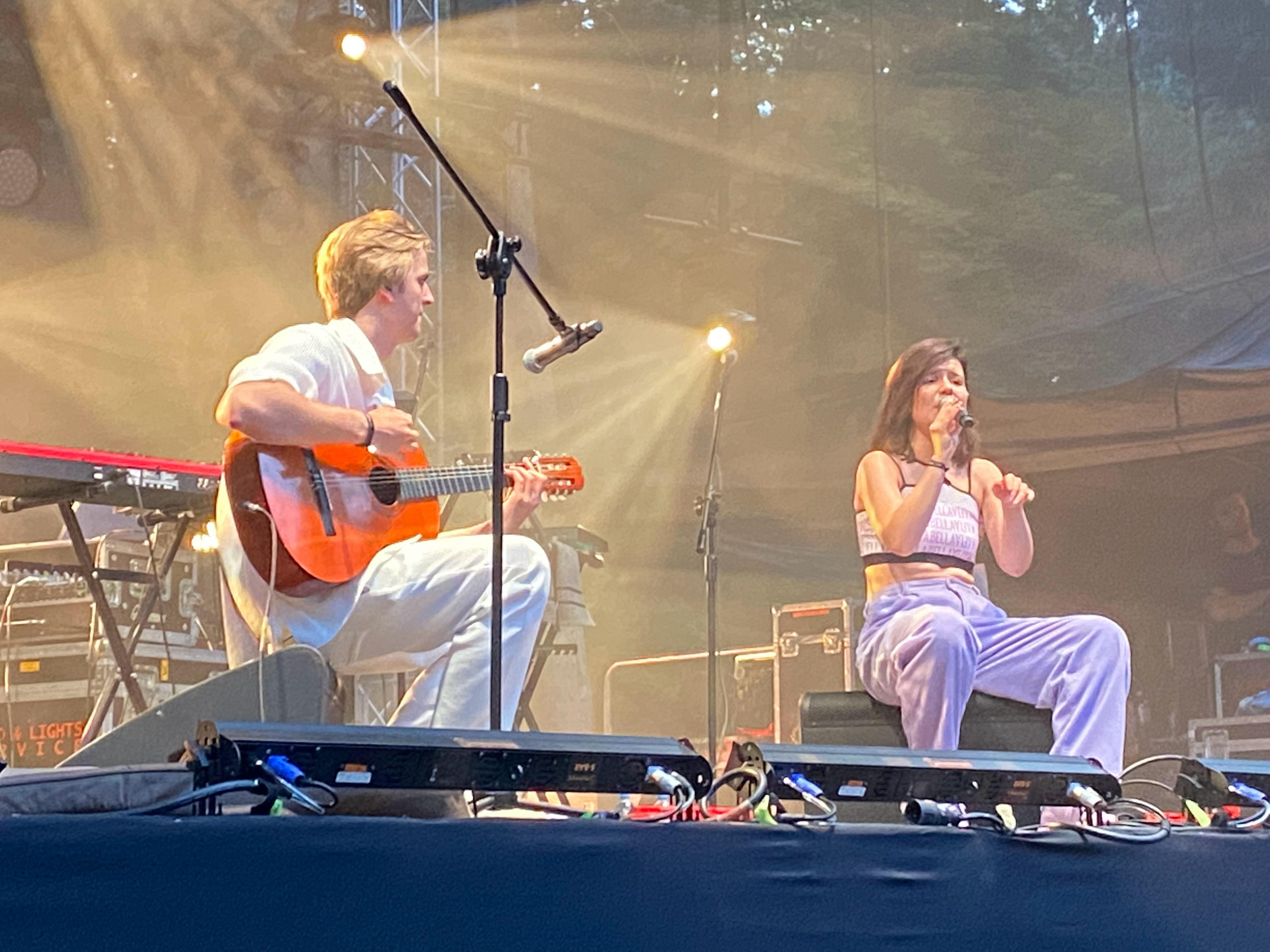
Linia Nocna (2021)

W 2021 wydał cover przeboju zespołu Budka Suflera „Bal wszystkich świętych”; do listopada 2023 roku przeróbka doczekała się ponad 36 mln odsłon w serwisie YouTube i wyprodukował utwór Smolastego „Duże oczy”, który do listopada 2023 uzyskał ponad 123 mln wyświetleń na YouTubie. 14 października 2021 jako drugi polski producent w historii osiągnął pułap 2 mln słuchaczy na Spotify.
W 2022 we współpracy z raperem Kubańczykiem wydał cover przeboju Krzysztofa Krawczyka „Ostatni raz zatańczysz ze mną”. Piosenka stała się przebojem radiowym, poza tym do 2023 w serwisie Spotify osiągnęła ponad 10 mln odtworzeń, a teledysk do niej przekroczył barierę 100 mln wyświetleń na YouTube. Jednocześnie w polskich rozgłośniach pojawiło się kilka innych utworów Tribbsa, m.in. „Bad Touch” z Pelicanem, „Ghost” z Vamero i Philipem Strandem, „River” Krystiana Ochmana czy „Never Ending Story” Darii. Również w 2022 Tribbs wyruszył w swoją pierwszą trasę koncertową po Polsce.

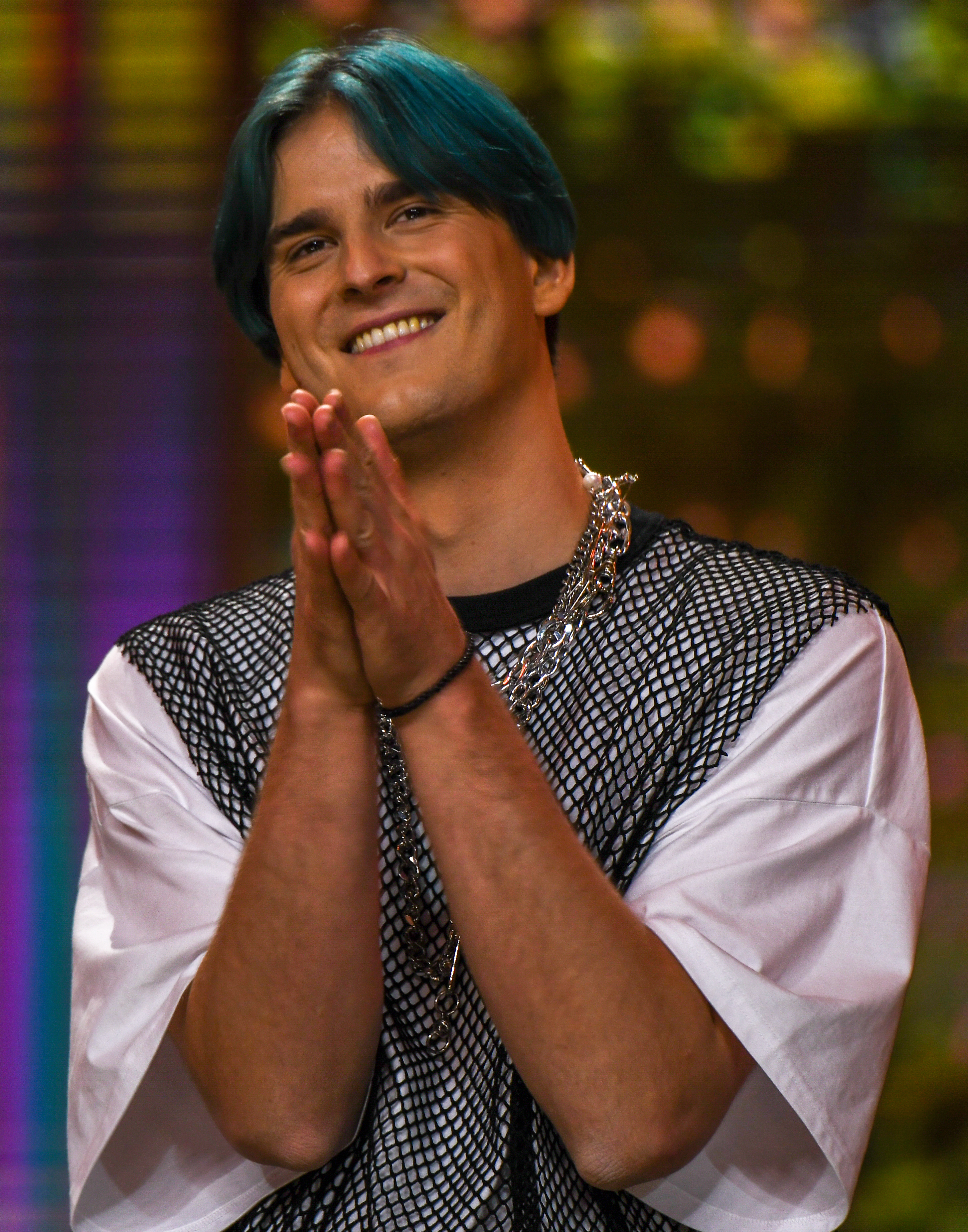
Tribbs na Polsat SuperHit Festiwalu (2023)

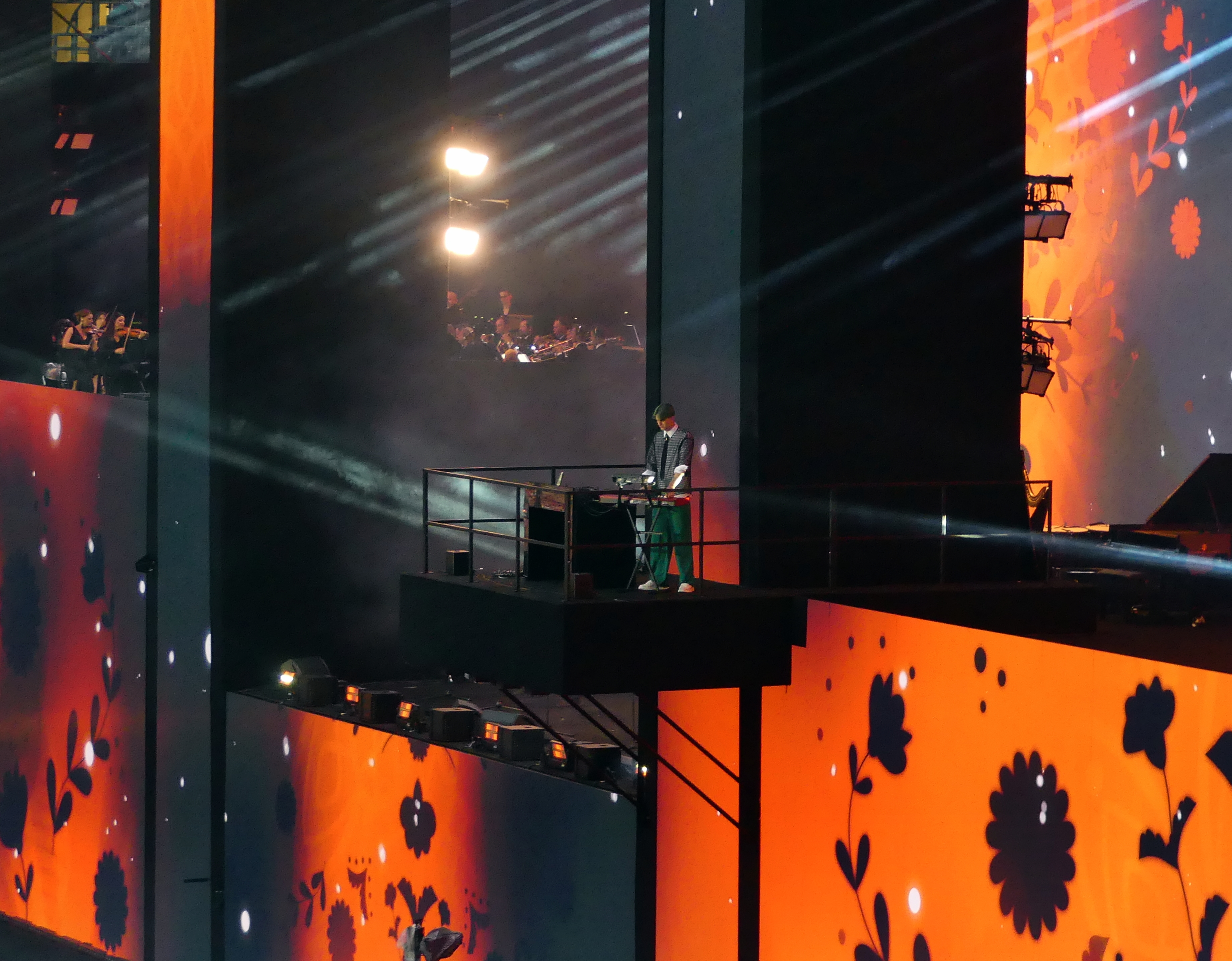
Tribbs na ceremonii otwarcia Igrzysk Europejskich w Krakowie (2023)

W 2023 jeden z pierwszych wyprodukowanych przez niego utworów „Góry do góry” („Piękny świat przemierzasz po maleńku”) stał się viralem na platformie TikTok z ponad 50 tys. nagranych do niego filmów, a teledysk do tego utworu w serwisie YouTube do listopada 2023 roku zgromadził ponad 88 mln wyświetleń. W 2023 roku wydał utwór „Without You”, z którym dotarł do trzeciego miejsca na liście najchętniej granych utworów w stacjach radiowych w Czechach. W marcu 2023 otrzymał nominację do nagrody Fryderyka za najlepsze nowe wykonanie. W pierwszej połowie 2023 wydał single: „Ta noc” (z Kubańczykiem) i cover przeboju grupy Maanam – „Krakowski spleen”. Współtworzył dwie piosenki biorące udział w 67. Konkursie Piosenki Eurowizji w Liverpoolu: z Polski i Szwajcarii. W maju 2023 wystąpił na Polsat SuperHit Festiwalu i wyruszył w swoją drugą trasę koncertową jako solowy artysta. W czerwcu był jednym z artystów biorących udział w ceremonii otwarcia III Igrzysk Europejskich w Krakowie i otworzył koncert „Pokolenia Wolności” w Gdańsku przed 30 tys. publicznością. W lipcu wydał singiel „Stay All Night” (wspólnie z duetem Bright Sparks), który został wykorzystany jako motyw przewodni piątego sezonu reality show Temptation Island nadawanego w USA. W listopadzie wydał singiel „Let’s Get Fkd Up”, który nagrał z DJ-em Alokiem, uznanym przez portal DJMag.com za czwartego najlepszego DJ-a świata w 2023. W tym samym roku wydał jeszcze single: „Mbappe” (z Kubańczykiem i Smolastym), „Just Us” (z Roksaną Węgiel), „Kiedyś cię znajdę” (cover utworu Reni Jusis) i „Dzięki, że jesteś” (z Lanberry). 6 grudnia 2023 wydał swój pierwszy solowy album pt. MT. W tym samym miesiącu zajął pierwsze miejsce w corocznym plebiscycie Polish DJ’s Chart, co udało mu się drugi raz z rzędu jako pierwszemu DJ-owi w historii tej listy. Wystąpił podczas koncertu telewizji Polsat Sylwestrowa moc przebojów.

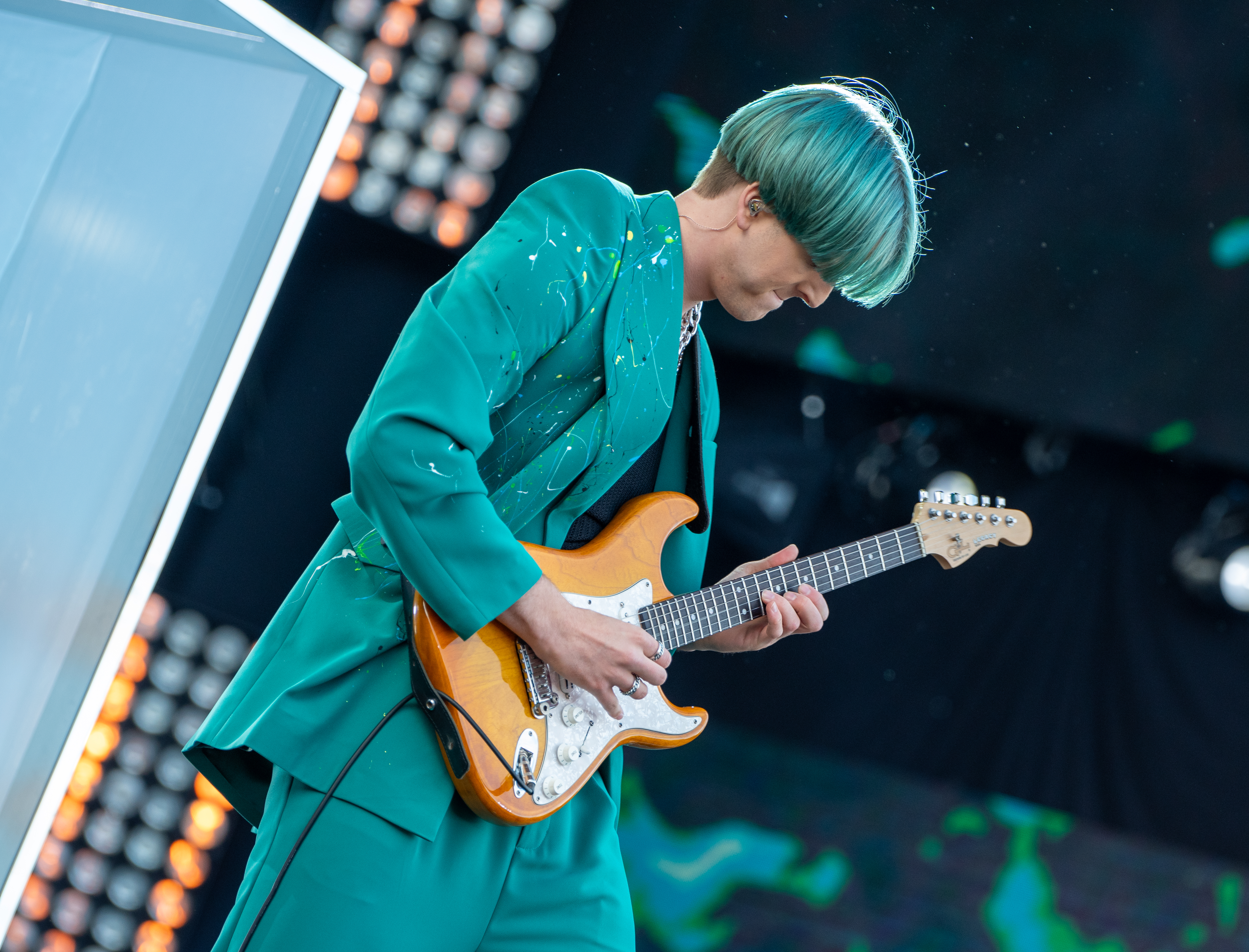
Tribbs podczas koncertu „Pokolenia Wolności” w Gdańsku (2023)

W styczniu 2024 wydał singiel „Close Your Eyes”, który stworzył ze Stephenem Puthem i Lucasem Estradą. Z singlem „Let’s Get Fkd Up” zadebiutował w kilku zestawieniach portalu Top40-Charts.com oraz dotarł do 12. miejsca na oficjalnej liście najpopularniejszych singli w Niemczech i do 11. miejsca w Austrii. W Czechach odebrał statuetkę Nagród Muzycznych Radia Evropa 2 w kategorii odkrycie zagraniczne roku. W lutym, z 7,4 milionami słuchaczy w miesiącu, został najchętniej odtwarzanym muzykiem z Polski w historii na platformie Spotify. W marcu wydał remiksy do utworów: „Fire” Alana Walkera i „Alibi” Elli Henderson i zespołu Rudimental. W maju był gościem specjalnym finału 14. edycji programu Dancing with the Stars. Taniec z gwiazdami, poza tym zaprezentował swój remiks piosenki Becky Hill „Outside of Love” i drugi raz z rzędu wystąpił na Polsat SuperHit Festiwalu. W czerwcu poinformował o wydaniu remiksu do piosenki Meghan Trainor „Been Like This”. W lipcu zagrał DJ-ski set w klubie Ushuaïa na Ibizie. W sierpniu wziął udział z piosenką „Close Your Eyes” w konkursie na Przebój Lata Radia Zet i Polsatu. 14 września wystąpił na Torwarze przed meczem ligowym PGE Projektu Warszawa vs. ZAKSA Kędzierzyn-Koźle 1. kolejki PlusLigi (2024/2025). W październiku ogłosił otwarcie wytwórni płytowej Cyanara Records, poza tym wystąpił po raz kolejny jako gość muzyczny programu Dancing with the Stars. Taniec z gwiazdami i odebrał złotą płytę w Szwajcarii za piosenkę „Watergun”. W grudniu wystąpił podczas koncertu telewizyjnego Sylwestra z Dwójką na Stadionie Śląskim w Chorzowie. W 2024 wydał także single: „To Be Loved” (z Neptunicą i Becks), „Enough” (z Johnem de Sohn i Rabaanem), „Keine Zeit zu verlieren” (z Octavianem), „Nad wodę” (z Wersow), „Tragic” (z udziałem Vanessy Mai), „Suavemente” (z Ceres), „Gasolina” (z udziałem BEAUZ, SMACK, Yeico x Toni), „Breathe” (z RSCL i Zaną), „Haunted” (z Aremem Ozgukiem, Armanem Aidynem i Koolkidem), „River” (ze Stephenem Puthem), „All Around the World” (z RSCL’em i Benem Samamą), remix utworu Wiktoriji Georgiewej „Sad Girl Summer”, „Molly” (z Alex Hosking) „Homesick 4 U” (z Madsimem i panicbaby) „Drink & Drugs & Sex & Money” (z gościnnym udziałem Bright Sparks), „Femme Like U (Tribute)” (z K-Maro) i „Can’t Get Enough (Dr. Feelgood)” (z Klarą Hammarstrom).
W styczniu 2025 wystąpił na Festivaland w Warszawie. Jego pierwszym singlem w 2025 roku został cover popularnej przyśpiewki ludowej „W moim ogródecku”, który nagrał z Ardo, Jakiem Alvą oraz Diiyą. Singel został wydany nakładem wytwórni Cyanara Records należącej do M. Trybulca. 16 marca wystąpił w Łódzkiej Atlas Arenie jako support Alana Walkera, a także zagrał jeden z numerów DJ-a w duecie z nim. W kwietniu wydał remix utworu Alana Walkera „Dancing in Love”. Była to już druga tego typu współpraca obu artystów. W maju wystąpił jako gość specjalny finału 8. edycji programu The Voice Kids w TVP2 pojawił się także na scenie Polsat Hit Festiwal 2025 po raz trzeci w swojej karierze. W czerwcu poprowadził koncert „Debiuty” podczas 62. Krajowego Festiwalu Polskiej Piosenki, Opole 2025 poza tym wystąpił także jako wykonawca. Razem z Bovską i Zalią wykonał piosenkę „A Ty Się Ziemio Nie Bój”. Był to jego artystyczny debiut na scenie festiwalu w Opolu. W lipcu został ogłoszony trenerem 9. edycji programu The Voice Kids. W sierpniu nawiązał współpracę z Samem Feldtem, kolejną po Aloku i Alanie Walkerze międzynarodową gwiazdą EDM, z którym we współpracy Andy Dustem i wokalistką Dotter, wydał singiel „Like You Do”.

## Dorobek producencki
Komponuje i produkuje (lub współkomponuje i współprodukuje) od kilku lat utwory dla artystów z całego świata, m.in. dla Duncana Laurence’a, Holy Molly, Gjon’s Tears, Lake Malawi, Vincenta Bueno, Bertie Scotta, Bena Cristoveo, Stana Van Samanga, Philipa Stranda, Kerrii, Saka Noela, R3hab’a, Timmy’ego Trumpeta, W&W, Olivera Heldensa, Flux Pavilion, Blasa Cantó, Vanessy Mai, Bright Sparks oraz wielu innych artystów z krajów takich jak: Belgia, Szwajcaria, Niemcy, Brazylia, Holandia, Rumunia, Austria, Hiszpania, Australia, Czechy, Turcja, Islandia czy Wietnam (lista utworów). Na polskim rynku Tribbs współpracował m.in. z Margaret, Ewą Farną, Viki Gabor, Roksaną Węgiel, Lanberry, Eweliną Lisowską, Darią, C-Bool’em, duetem Kalwi & Remi, Sound’n’Grace, Reni Jusis, Mariną, Moniką Lewczuk, Krystianem Ochmanem, Kubą Sienkiewiczem, zespołem Goya, Ofelią i wieloma innymi artystami.

## Dyskografia

### Albumy studyjne
| Rok  | Dane dot. albumu                                                                                        | Certyfikat                | Sprzedaż       |
| ---- | --- | ------------------------- | -------------- |
| 2023 | MT - Data: 6 grudnia 2023 - Wydawca: Sony Music Entertainment - Format: CD, digital download, streaming | - POL: 2× platynowa płyta | - POL: 60 000+ |

### Single
| Rok | Tytuł | Najwyższe pozycje na listach | Najwyższe pozycje na listach | Najwyższe pozycje na listach | Najwyższe pozycje na listach | Najwyższe pozycje na listach | Najwyższe pozycje na listach | Najwyższe pozycje na listach | Najwyższe pozycje na listach | Najwyższe pozycje na listach | Najwyższe pozycje na listach | Najwyższe pozycje na listach | Najwyższe pozycje na listach | Najwyższe pozycje na listach | Certyfikat                 | Sprzedaż        | Album |
| Rok | Tytuł | POL                          | POL                          | POL                          | AUT                          | BLR                          | CZE                          | GER                          | RUS                          | RUS                          | UKR                          | UKR                          | SWI                          | WNP                          | Certyfikat                 | Sprzedaż        | Album |
| Rok | Tytuł | airplay                      | streaming                    | airplay TV                   | sprzedaż                     | airplay                      | airplay                      | sprzedaż                     | airplay                      | all media                    | airplay                      | all media                    | sprzedaż                     | airplay                      | Certyfikat                 | Sprzedaż        | Album |
| --- | --- | ---------------------------- | ---------------------------- | ---------------------------- | ---------------------------- | ---------------------------- | ---------------------------- | ---------------------------- | ---------------------------- | ---------------------------- | ---------------------------- | ---------------------------- | ---------------------------- | ---------------------------- | -------------------------- | --------------- | ----- |
| 2020 | „Bedroom” (oraz Bewulf, Diskover, gościnnie: Bright Sparks)                                                            | –                            | ×                            | –                            | –                            | 48                           | –                            | –                            | 20                           | 27                           | 92                           | 285                          | –                            | 23                           |                            |                 | –     |
| 2020 | „Chains” | –                            | ×                            | –                            | –                            | –                            | –                            | –                            | –                            | –                            | –                            | –                            | –                            | –                            |                            |                 | –     |
| 2020 | „Lights” | –                            | ×                            | –                            | –                            | –                            | –                            | –                            | –                            | –                            | –                            | –                            | –                            | –                            |                            |                 | –     |
| 2021 | „Whistle” (oraz Laidback Luke, gościnnie: Bertie Skott) (cover utworu Flo Ridy)                                        | –                            | ×                            | –                            | –                            | –                            | –                            | –                            | –                            | –                            | –                            | –                            | –                            | –                            |                            |                 | –     |
| 2021 | „Collide” (oraz Miles & Miles, gościnnie: Tiffany Aris)                                                                | –                            | ×                            | –                            | –                            | –                            | –                            | –                            | –                            | –                            | –                            | –                            | –                            | –                            |                            |                 | –     |
| 2021 | „Same Stars” (oraz Chemical Surf, gościnnie: Reja Jay)                                                                 | –                            | ×                            | –                            | –                            | –                            | –                            | –                            | –                            | –                            | –                            | –                            | –                            | –                            |                            |                 | –     |
| 2021 | „Bal wszystkich świętych” (cover utworu Budki Suflera)                                                                 | –                            | ×                            | –                            | –                            | –                            | –                            | –                            | –                            | –                            | –                            | –                            | –                            | –                            | - POL: 4× platynowa płyta  | - POL: 200 000+ | –     |
| 2021 | „Whisky” (oraz Volkoder, gościnnie: Reja Jay)                                                                          | –                            | ×                            | –                            | –                            | –                            | –                            | –                            | –                            | –                            | –                            | –                            | –                            | –                            |                            |                 | –     |
| 2021 | „Dzieci wybiegły” (oraz Rollo) (cover utworu Elektrycznych Gitar)                                                      | –                            | ×                            | –                            | –                            | –                            | –                            | –                            | –                            | –                            | –                            | –                            | –                            | –                            |                            |                 | –     |
| 2021 | „Ratuj” (oraz Smolasty)                                                                                                | –                            | ×                            | –                            | –                            | –                            | –                            | –                            | –                            | –                            | –                            | –                            | –                            | –                            |                            |                 | –     |
| 2021 | „Last Christmas” (oraz Reja Jay) (cover utworu Wham!)                                                                  | –                            | ×                            | –                            | –                            | –                            | –                            | –                            | –                            | –                            | –                            | –                            | –                            | –                            |                            |                 | –     |
| 2022 | „Ghost” (oraz Vamero i Philip Strand)                                                                                  | 31                           | ×                            | –                            | –                            | –                            | –                            | –                            | –                            | –                            | –                            | –                            | –                            | –                            |                            |                 | MT    |
| 2022 | „Smak słów” (remiks) (oraz Goya)                                                                                       | –                            | ×                            | –                            | –                            | –                            | –                            | –                            | –                            | –                            | –                            | –                            | –                            | –                            |                            |                 | MT    |
| 2022 | „Ostatni raz zatańczysz ze mną” (oraz Kubańczyk) (cover utworu Krzysztofa Krawczyka)                                   | 22                           | 12                           | 1                            | –                            | –                            | –                            | –                            | –                            | –                            | –                            | –                            | –                            | –                            | - POL: 2× diamentowa płyta | - POL: 500 000+ | MT    |
| 2022 | „300” (oraz Kubańczyk)                                                                                                 | –                            | ×                            | –                            | –                            | –                            | –                            | –                            | –                            | –                            | –                            | –                            | –                            | –                            | - POL: platynowa płyta     | - POL: 50 000+  | –     |
| 2022 | „Sezon” (oraz Smolasty)                                                                                                | –                            | ×                            | –                            | –                            | –                            | –                            | –                            | –                            | –                            | –                            | –                            | –                            | –                            | - POL: 3× platynowa płyta  | - POL: 150 000+ | –     |
| 2022 | „The Bad Touch” (oraz Pelican) (cover utworu Bloodhound Gang)                                                          | 5                            | ×                            | 2                            | –                            | –                            | –                            | –                            | –                            | –                            | –                            | –                            | –                            | –                            | - POL: platynowa płyta     | - POL: 50 000+  | MT    |
| 2022 | „Dzisiaj” (oraz Kubańczyk)                                                                                             | –                            | ×                            | –                            | –                            | –                            | –                            | –                            | –                            | –                            | –                            | –                            | –                            | –                            | - POL: złota płyta         | - POL: 25 000+  | MT    |
| 2022 | „All Night” (oraz C-Bool, gościnnie: Scott Mac)                                                                        | 73                           | ×                            | –                            | –                            | –                            | –                            | –                            | –                            | –                            | –                            | –                            | –                            | –                            |                            |                 | MT    |
| 2022 | „Acapulco (remix)” (oraz The Sometimes Island)                                                                         | –                            | ×                            | –                            | –                            | –                            | –                            | –                            | –                            | –                            | –                            | –                            | –                            | –                            |                            |                 | –     |
| 2022 | „Nirvana” (oraz Paradigm i Si Us Plau)                                                                                 | –                            | ×                            | –                            | –                            | –                            | –                            | –                            | –                            | –                            | –                            | –                            | –                            | –                            |                            |                 | –     |
| 2022 | „Future Champ” (oraz Ben Cristovao)                                                                                    | 26                           | ×                            | –                            | –                            | –                            | 10                           | –                            | –                            | –                            | –                            | –                            | –                            | 915                          |                            |                 | MT    |
| 2022 | „Boys oh Boys” (oraz Holy Molly)                                                                                       | –                            | ×                            | –                            | –                            | –                            | –                            | –                            | –                            | –                            | 773                          | 864                          | –                            | –                            |                            |                 | MT    |
| 2023 | „Without You” | –                            | –                            | ×                            | –                            | –                            | 3                            | –                            | –                            | –                            | –                            | –                            | –                            | 477                          |                            |                 | MT    |
| 2023 | „Ta noc” (oraz Kubańczyk)                                                                                              | –                            | 9                            | ×                            | –                            | –                            | –                            | –                            | –                            | –                            | –                            | –                            | –                            | –                            | - POL: 3× platynowa płyta  | - POL: 150 000+ | –     |
| 2023 | „Krakowski spleen” (oraz Robert Wiewióra; cover utworu Maanam)                                                         | –                            | 14                           | ×                            | –                            | –                            | –                            | –                            | –                            | –                            | –                            | –                            | –                            | –                            | - POL: 4× platynowa płyta  | - POL: 150 000+ | MT    |
| 2023 | „Mbappe” (oraz Smolasty i Kubańczyk)                                                                                   | –                            | 36                           | ×                            | –                            | –                            | –                            | –                            | –                            | –                            | –                            | –                            | –                            | –                            | - POL: złota płyta         | - POL: 25 000+  | –     |
| 2023 | „Just Us” (oraz Roksana Węgiel)                                                                                        | –                            | –                            | ×                            | –                            | –                            | –                            | –                            | –                            | –                            | –                            | –                            | –                            | –                            |                            |                 | MT    |
| 2023 | „Stay All Night” (oraz Bright Sparks)                                                                                  | –                            | –                            | ×                            | –                            | –                            | –                            | –                            | –                            | –                            | –                            | –                            | –                            | –                            |                            |                 | –     |
| 2023 | „Kiedyś cię znajdę” (cover utworu Reni Jusis)                                                                          | –                            | 88                           | ×                            | –                            | –                            | –                            | –                            | –                            | –                            | –                            | –                            | –                            | –                            |                            |                 | MT    |
| 2023 | „Tak jak Ty” (oraz Filipek)                                                                                            | –                            | –                            | ×                            | –                            | –                            | –                            | –                            | –                            | –                            | –                            | –                            | –                            | –                            |                            |                 | –     |
| 2023 | „Dzięki, że jesteś” (oraz Lanberry)                                                                                    | 1                            | 2                            | ×                            | –                            | –                            | –                            | –                            | –                            | –                            | –                            | –                            | –                            | –                            | - POL: diamentowa płyta    | - POL: 250 000+ | Heca  |
| 2023 | „Let’s Get Fkd Up” (oraz Alok, Mondello i CERES)                                                                       | –                            | 99                           | ×                            | 11                           | –                            | –                            | 12                           | –                            | –                            | –                            | –                            | 55                           | –                            | - POL: platynowa płyta     | - POL: 50 000+  | –     |
| 2024 | „Close Your Eyes” (oraz Lucas Estrada, Stephen Puth)                                                                   | 4                            | –                            | ×                            | –                            | –                            | –                            | –                            | –                            | –                            | –                            | –                            | –                            | –                            |                            |                 | –     |
| 2024 | „To Be Loved” (oraz Neptunica, Becks)                                                                                  | –                            | –                            | ×                            | –                            | –                            | –                            | –                            | –                            | –                            | –                            | –                            | –                            | –                            |                            |                 | –     |
| 2024 | „Enough” (oraz John de Sohn, Rabaan)                                                                                   | –                            | –                            | ×                            | –                            | –                            | –                            | –                            | –                            | –                            | –                            | –                            | –                            | –                            |                            |                 | –     |
| 2024 | „Keine Zeit zu verlieren” (oraz Octavian)                                                                              | –                            | –                            | ×                            | –                            | –                            | –                            | –                            | –                            | –                            | –                            | –                            | –                            | –                            |                            |                 | –     |
| 2024 | „Fire! (Tribbs Remix)” (oraz Alan Walker, JVKE & YUQI) (remix utworu Alana Walkera)                                    | –                            | –                            | ×                            | –                            | –                            | –                            | –                            | –                            | –                            | –                            | –                            | –                            | –                            |                            |                 | –     |
| 2024 | „Alibi (feat. Rudimental) (Tribbs Remix)” (oraz Ella Henderson, Rudimental) (remix utworu Elli Henderson i Rudimental) | –                            | –                            | ×                            | –                            | –                            | –                            | –                            | –                            | –                            | –                            | –                            | –                            | –                            |                            |                 | –     |
| 2024 | „Nad wodę” (oraz Wersow)                                                                                               | –                            | –                            | ×                            | –                            | –                            | –                            | –                            | –                            | –                            | –                            | –                            | –                            | –                            |                            |                 | –     |
| 2024 | „Tragic (Never Let Go)” (oraz Vanessa Mai)                                                                             | –                            | –                            | ×                            | –                            | –                            | –                            | –                            | –                            | –                            | –                            | –                            | –                            | –                            |                            |                 | –     |
| 2024 | „Suavemente” (oraz Ceres)                                                                                              | –                            | –                            | ×                            | –                            | –                            | –                            | –                            | –                            | –                            | –                            | –                            | –                            | –                            |                            |                 | –     |
| 2024 | „Outside of Love (Tribbs Remix)” (oraz Becky Hill) (remix utworu Becky Hill)                                           | –                            | –                            | ×                            | –                            | –                            | –                            | –                            | –                            | –                            | –                            | –                            | –                            | –                            |                            |                 | –     |
| 2024 | „Gasolina” (oraz BEAUZ, SMACK, Yeico, Toni)                                                                            | –                            | –                            | ×                            | –                            | –                            | –                            | –                            | –                            | –                            | –                            | –                            | –                            | –                            |                            |                 | –     |
| 2024 | „Been Like This (Tribbs Remix)” (oraz Meghan Trainor, T-Pain) (remix utworu Meghan Trainor)                            | –                            | –                            | ×                            | –                            | –                            | –                            | –                            | –                            | –                            | –                            | –                            | –                            | –                            |                            |                 | –     |
| 2024 | „Breathe” (oraz RSCL, Zana)                                                                                            | –                            | –                            | ×                            | –                            | –                            | –                            | –                            | –                            | –                            | –                            | –                            | –                            | –                            |                            |                 | –     |
| 2024 | „Haunted” (oraz Arem Ozguc, Arman Aydin, Koolkid)                                                                      | –                            | –                            | ×                            | –                            | –                            | –                            | –                            | –                            | –                            | –                            | –                            | –                            | –                            |                            |                 | –     |
| 2024 | „River” (oraz Stephen Puth)                                                                                            | 51                           | –                            | ×                            | –                            | –                            | 12                           | –                            | –                            | –                            | –                            | –                            | –                            | –                            |                            |                 | –     |
| 2024 | „All Around the World” (oraz RSCL, Ben Samama)                                                                         | –                            | –                            | ×                            | –                            | –                            | –                            | –                            | –                            | –                            | –                            | –                            | –                            | –                            |                            |                 | –     |
| 2024 | „Sad Girl Summer (Not Again) (Tribbs Remix)” (oraz Victoria Georgieva) (remix utworu Victorii Georgievej)              | –                            | –                            | ×                            | –                            | –                            | –                            | –                            | –                            | –                            | –                            | –                            | –                            | –                            |                            |                 | –     |
| 2024 | „Molly” (oraz Alex Hosking)                                                                                            | –                            | –                            | ×                            | –                            | –                            | –                            | –                            | –                            | –                            | –                            | –                            | –                            | –                            |                            |                 | –     |
| 2024 | „Homesick 4 U” (oraz Madsim, panicpaby)                                                                                | –                            | –                            | ×                            | –                            | –                            | –                            | –                            | –                            | –                            | –                            | –                            | –                            | –                            |                            |                 |       |
| 2024 | „Drink & Drugs & Sex & Money” (feat. Bright Sparks)                                                                    | –                            | –                            | ×                            | –                            | –                            | –                            | –                            | –                            | –                            | –                            | –                            | –                            | –                            |                            |                 |       |
| 2024 | „Femme Like U (2024 Tribute Remix by Tribbs)” (oraz K.Maro) (remix utworu K.Maro)                                      | –                            | –                            | ×                            | –                            | –                            | –                            | –                            | –                            | –                            | –                            | –                            | –                            | –                            |                            |                 |       |
| 2024 | „Can’t Get Enough (Dr. Feelgood)” (oraz Klara Hammarstrom)                                                             | 11                           | –                            | ×                            | –                            | –                            | –                            | –                            | –                            | –                            | –                            | –                            | –                            | –                            |                            |                 |       |
| 2025 | „W Moim Ogródecku” (oraz Ardo, Jake Alva, Diiya) (cover polskiej przyśpiewki ludowej)                                  | –                            | –                            | ×                            | –                            | –                            | –                            | –                            | –                            | –                            | –                            | –                            | –                            | –                            |                            |                 |       |
| 2025 | „Pump It Up” (oraz Danzel) (remix utworu Danzela)                                                                      | –                            | –                            | ×                            | –                            | –                            | –                            | –                            | –                            | –                            | –                            | –                            | –                            | –                            |                            |                 |       |
| 2025 | „Dancing in Love (Tribbs Remix)” (oraz Alan Walker, MEEK) (remix utworu Alana Walkera)                                 | –                            | –                            | ×                            | –                            | –                            | –                            | –                            | –                            | –                            | –                            | –                            | –                            | –                            |                            |                 |       |
| 2025 | „Dokola” (oraz Mirai)                                                                                                  | –                            | –                            | ×                            | –                            | –                            | –                            | –                            | –                            | –                            | –                            | –                            | –                            | –                            |                            |                 |       |
| 2025 | „Like You Do” (oraz Sam Feldt, Andy Dust, Dotter)                                                                      | 70                           | –                            | ×                            | –                            | –                            | –                            | –                            | –                            | –                            | –                            | –                            | –                            | –                            |                            |                 |       |
| „–” oznacza że singel nie był notowany na danej liście. „X” oznacza, że lista przebojów nie istniała w danym okresie. | |                              |                              |                              |                              |                              |                              |                              |                              |                              |                              |                              |                              |                              |                            |                 |       |

## Konkurs Piosenki Eurowizji
| Rok                                                         | Państwo    | Utwór                | Artysta         | Wkład                                                     | Miejsce               | Miejsce               | Źr.     |
| Rok                                                         | Państwo    | Utwór                | Artysta         | Wkład                                                     | Półfinał              | Finał                 | Źr.     |
| ----------------------------------------------------------- | ---------- | -------------------- | --------------- | --------------------------------------------------------- | --------------------- | --------------------- | ------- |
| 2019                                                        | Czechy     | „Friend of a Friend” | Lake Malawi     | współkompozytor, współproducent                           | 2                     | 11                    | [ 142 ] |
| 2020                                                        | Hiszpania  | „Universo”           | Blas Cantó      | współkompozytor, współproducent                           | konkurs nie odbył się | konkurs nie odbył się | [ 143 ] |
| 2021                                                        | Austria    | „Amen”               | Vincent Bueno   | współkompozytor, współproducent                           | 12                    | ×                     | [ 144 ] |
| 2022                                                        | Polska     | „River”              | Krystian Ochman | współkompozytor, współproducent                           | 6                     | 12                    | [ 145 ] |
| 2023                                                        | Szwajcaria | „Watergun”           | Remo Forrer     | współautor, współkompozytor, współaranżer, współproducent | 7                     | 20                    | [ 146 ] |
| 2023                                                        | Polska     | „Solo”               | Blanka          | współkompozytor, współproducent                           | 3                     | 19                    | [ 147 ] |
| „X” oznacza, że utwór nie przedostał się do finału konkursu |            |                      |                 |                                                           |                       |                       |         |

## Nagrody i nominacje
| Rok  | Nagroda                          | Kategoria                                                                   | Rezultat  |
| ---- | -------------------------------- | --------------------------------------------------------------------------- | --------- |
| 2017 | Nagroda Chillizet                | Najlepszy chiloutowy utwór roku (za „Znikam na chwilę”)                     | Wygrana   |
| 2018 | Nagroda Muzyczna „Fryderyk”      | Album Roku Elektronika (za album Znikam na chwilę)                          | Nominacja |
| 2020 | Nagroda Muzyczna „Fryderyk”      | Album Roku Muzyka Dziecięca i Młodzieżowa (za „Wyspa Skarbów” dla Małe TGD) | Nominacja |
| 2022 | Polish DJs Chart                 | Najlepszy polski DJ, 1. miejsce                                             | Wygrana   |
| 2023 | Nagroda Muzyczna „Fryderyk”      | Najlepsze Nowe Wykonanie (za „Ostatni raz zatańczysz ze mną”)               | Nominacja |
| 2023 | PL Music Video Awards            | Najlepszy teledysk Dance/Electronic (za „Kiedyś Cię Znajdę”)                | Nominacja |
| 2023 | Polish DJs Chart                 | Najlepszy polski DJ, 1. miejsce                                             | Wygrana   |
| 2024 | Nagroda Muzyczna Radia Evropa 2  | Odkrycie Zagraniczne Roku w Czechach                                        | Wygrana   |
| 2024 | Szwajcarska Nagroda Muzyczna     | Hit roku (za „Watergun”)                                                    | Nominacja |
| 2024 | Przebój Lata Radia Zet i Polsatu | Przebój lata (za „Close Your Eyes”)                                         | Nominacja |
| 2024 | Złota Płyta (Szwajcaria)         | Sprzedaż singla „Watergun” na rynku szwajcarskim (dla współautora singla)   | Wygrana   |
| 2024 | TikTok Awards                    | Artysta Roku                                                                | Nominacja |
| 2025 | On Air Music Awards              | Pop (wspólnie z Lanberry za „Dzięki, że jesteś”)                            | Nominacja |